# Wężorokształtne
Wężorokształtne, wężorowcokształtne (Stomiiformes) – rząd morskich, drapieżnych ryb promieniopłetwych (Actinopterygii), przystosowanych do życia na dużych głębokościach, w warunkach wysokiego ciśnienia i ciemności. Jest to jedna z najliczniejszych grup skupiających ryby głębinowe.

## Występowanie
Są to szeroko rozprzestrzenione ryby występujące we wszystkich oceanach świata, z wyjątkiem mórz polarnych, na głębokościach od 300 do 5000 m. Ikra, larwy i młode ryby pływają na mniejszych głębokościach – w przypowierzchniowych prądach morskich. Dorosłe osobniki w ciągu dnia przebywają w głębinach, nocą podpływają bliżej powierzchni, gdzie żywią się mniejszymi rybami i bezkręgowcami.

## Opis
Większość gatunków wężorokształtnych ma wydłużone ciało, dużą głowę, duży otwór gębowy i długie zęby. Ciało zwykle o ciemnobrązowym lub czarnym ubarwieniu, rzadziej srebrzyste lub przezroczyste, o nietypowym wśród ryb kształcie. Niektóre gatunki mają długie, obłe ciała i długie spiczaste zęby. Dla porównania silnie wygrzbiecone, bocznie spłaszczone ciała toporników mają kształt dysku. Łuski, jeśli występują, są cykloidalne i łatwo wypadające. Niemal wszystkie spośród kilkuset poznanych dotychczas gatunków są wyposażone w narządy świetlne (fotofory) służące do wabienia zdobyczy lub partnerów. Larwy wężorokształtnych tak bardzo różnią się od osobników dorosłych, że przez długi czas nie kojarzono ich z rodzicami. Przypuszcza się, że głębiny oceanów kryją wiele nieznanych jeszcze nauce gatunków.
Najbardziej znane gatunki to idiakanty (Idiacanthus), przeżrenie lub toporniki (Sternoptyx), żmijowce i masowo występujące cyklotonki (Cyclothone).
Wśród wężorokształtnych pospolite jest obojnactwo – przystosowanie do życia w warunkach, w których trudno spotkać partnera do rozrodu.

## Systematyka

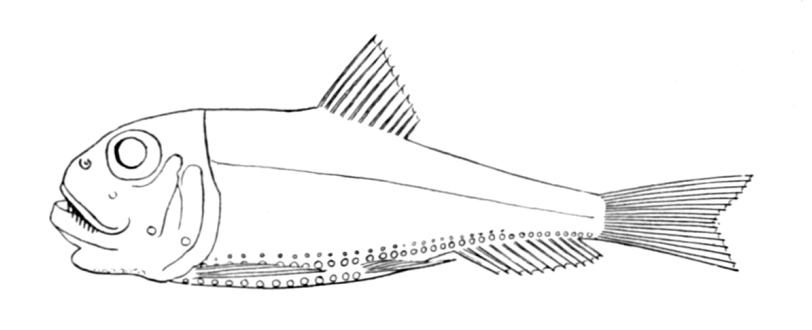
Ichthyococcus ovatus

Cztery rodziny zgrupowane są w podrzędzie:
Gonostomatoidei:
- Gonostomatidae – gonostowate
- Sternoptychidae – przeźreniowate
- Phosichthyidae
- Stomiidae – wężorowate